# Li Shizhen
Li Shizhen (ur. 1518, zm. 1593) – chiński lekarz i farmaceuta.
Urodził się w prowincji Hubei. Jego ojciec i dziadek byli lekarzami, Li natomiast pragnął zostać urzędnikiem, jednak gdy w wieku 30 lat po raz trzeci nie zdał egzaminów urzędniczych, rozpoczął praktykę medyczną u ojca. Szybko zdobył sobie uznanie jako lekarz, a jego sława przekroczyła granice prowincji.
Li Shizhen napisał dwie prace z zakresu medycyny: Księgę Pulsów (濒湖脉学 Binhu maixue, 1564) i Traktat o akupunkturze (五脏图论 Wuzang tulun, 1592). Jego największym dziełem było jednak monumentalne kompendium leków pod tytułem Encyklopedia korzeni i roślin (本草纲目, Bencao gangmu). Materiały do niej zaczął zbierać w 1552 roku, gdy zauważył, że wiele starych receptur zawiera błędy. Zaczął więc je sprawdzać i notować swoje obserwacje. Pracę nad Bencao gangmu zakończył w 1578 roku, jednak jeszcze dwukrotnie ją przerabiał i dzieło ostatecznie ukazało się dopiero po śmierci autora w 1596 roku. W 52 tomach ozdobionych 1000 rysunkami Li Shizhen opisał 1892 leki roślinne, 444 zwierzęce, 275 mineralnych oraz 10 tysięcy receptur na leki złożone. Znalazły się w nich 374 nowe leki odkryte przez Li. Dzieło to wywarło wielki wpływ na rozwój medycyny i botaniki. Ukazało się trzykrotnie w przekładzie na japoński (1606, 1783, 1929). W Europie stało się znane dzięki streszczeniu łacińskiemu wydanemu w 1662 roku przez Michała Boyma.